# Партија националног ослобођења
Партија националног ослобођења (шп. Partido Liberación Nacional, PLN) је политичка партија у Костарици. ПЛН је основао Хосе Фигерес 1951. године, након завршетка грађанског рата, те је убрзо постала једна од најзначајнијих партија. Године 2002, по први пут у историји је изгубила друге узастопне изборе. Освојила је само 27,1% гласова бирача и 17 од 57 места у парламенту. На председничким изборима истог дана, њихов кандидат Роландо Араја Монге је освојио 31% гласова те је у другом кругу изгубио од Абела Пачека.
Неки од најдинамичнијих и популарних вођа који су били на челу земље су дошли из ПЛН, међу њима су херој из грађанског рата Хосе Фигерес и нобеловац Оскар Аријас.
Партија је чланица Социјалистичке интернационале.
На последњим парламенталним изборима партија је освојила 37% гласова и 23 мандата, а партијска кадидаткиња за преседницу државе, Лаура Чинчиља, освојила је 46,78% гласова и постала је нова преседница Костарике.